# 日本海夕日ライン
日本海夕日ライン（にほんかいゆうひライン）は、新潟県の海岸線に沿って走る道路の愛称である。

## 概要
新潟県の海岸線を南北に縦貫する、延長約337kmの道路で、新潟県が観光振興を目的に指定したものである。国道や県道・市道の他、臨港道路も含まれる。
この「日本海夕日ライン」のうち、村上市から山形県鶴岡市温海地区（かつての温海町）のあつみ温泉に至る区間は、国土交通省北陸地方整備局が「日本風景街道プロジェクト」の一環として、観光など地域活性化を目的に両県・両市などと共同で、2007年秋に「北陸風景街道」に指定している。なお、両市間の風景街道としての愛称は「日本海パークライン」である。
なお、日本海東北自動車道沿線にあたる新潟県と山形県、秋田県、青森県の4県と沿線各市町村などによって構成され、同自動車道の早期全線開通と行政・経済での交流強化などを図る組織として1988年（昭和63年）に結成された組織は「日本海夕陽ラインネットワーク協議会」という名称であるが、この「日本海夕日ライン」とは直接的な関係は無い。

## 構成される道路
- 国道7号 伊呉野（村上市・山形県境） - 勝木交差点（村上市）
- 国道345号 勝木交差点 - 笹川流れ - 瀬波上町交差点（村上市）
- 村上市道瀬波1号線 瀬波上町交差点 - 瀬波海岸なぎさ通り - 瀬波温泉丁字路（村上市）
- 新潟県道3号新潟新発田村上線 瀬波温泉丁字路 - 岩船三日町交差点（村上市）
- 岩船港臨港道路岩船港線 岩船三日町交差点 - 上ノ山交差点（村上市）
- 国道345号 上ノ山交差点 - 桃崎浜交差点（胎内市）
- 国道113号 桃崎浜交差点 - 白勢町交差点（新潟市北区） - 平和町交差点（新潟市東区）
- 新潟港臨港道路入舟臨港線 平和町交差点 - 新潟みなとトンネル（新潟市中央区）
- 新潟市道中央3-176号、新潟市道中央1-186号ほか（海岸道路） みなとトンネル西詰交差点 - 水族館前丁字路 - 新潟青陵大学前交差点（新潟市中央区）
- 新潟市道寄居浜線1号、新潟市道関屋浜松町浜浦町線ほか 新潟青陵大学前交差点 - 新潟大堰橋・浜浦橋東詰（新潟市中央区）
- 国道402号（新潟海岸バイパス） 浜浦橋 - 青山海岸・小針浜 （新潟市西区）- 五十嵐三ノ町（新潟市西区）
- 国道402号 五十嵐三ノ町 - 越前浜（新潟市西蒲区） - 角田浜（新潟市西蒲区）
- 国道402号（越後七浦シーサイドライン） 角田浜 - 間瀬田ノ浦 - 寺泊野積（長岡市）
- 国道402号 寺泊野積 - 住吉町交差点（三島郡出雲崎町）
- 国道352号 住吉町交差点 - 東港町交差点（柏崎市）
- 柏崎港臨港道路幹線1号線、柏崎市道 東港町交差点 - 鯨波交差点（柏崎市）
- 国道8号 鯨波交差点 - 黒井交差点（上越市）
- 上越市道黒井国道線、直江津港臨港道路1号線 黒井交差点 - 新日鉄住金前交差点（上越市）
- 新潟県道468号大潟上越線 新日鉄住金前交差点 - 荒川橋西詰交差点（上越市）
- 上越市道 荒川橋西詰交差点 - 水族館前交差点 - 虫生岩戸（上越市）
- 新潟県道468号大潟上越線 虫生岩戸 - 郷津交差点（上越市）
- 国道8号 郷津交差点 - 親不知（糸魚川市） - 市振字玉ノ木（糸魚川市・富山県境）

なお、普通車や二輪車は上記全区間について特に制限なく通行できるが、大型車など車両によっては一部区間において通行制限の対象となっている箇所があるため、事前に近隣の道路へ迂回が必要となる場合がある。

## 通過市町村
村上市 - 胎内市 - 新発田市 - 聖籠町 - 新潟市（北区・東区・中央区・西区・西蒲区） - 長岡市 - 出雲崎町 - 柏崎市 - 刈羽村 - 柏崎市 - 上越市 - 糸魚川市

## 休憩施設等

### 日本海夕日ステーション
新潟県では、夕刻に日本海に沈む夕日が観賞できるビューポイントとして、日本海夕日ライン沿線に所在する道の駅や都市公園、駐車場などを「日本海夕日ステーション」として指定している。
指定箇所には、道路沿いにサインポールが設置されている。
- 諸上寺公園（村上市岩船）
- 越後七浦観音（新潟市西蒲区間瀬）
- 野積河川公園（長岡市寺泊野積）
- 新潟県柏崎マリーナ（柏崎市東の輪町）
- 柏崎国民休養地（柏崎市大字青海川・大字笠島）
- 船見公園（上越市中央）
- 道の駅能生〈マリンドリーム能生〉（糸魚川市大字能生小泊）

### 道の駅
沿線に所在する道の駅7か所のうち、上述の夕日ステーションに指定されているのはマリンドリーム能生のみだが、それ以外の道の駅も海岸部から至近の位置に所在しており、夕刻には夕日を鑑賞することができる。
- 道の駅笹川流れ（村上市）
- 道の駅越後出雲崎天領の里（出雲崎町）
- 道の駅風の丘米山（柏崎市）
- 道の駅うみてらす名立（上越市名立区）
- 道の駅能生〈マリンドリーム能生〉（糸魚川市）
- 道の駅親不知ピアパーク（糸魚川市）
- 道の駅越後市振の関（糸魚川市）